# Over the Rainbow
Over the Rainbow (en català, Sobre l'arc de sant Martí) és una balada escrita per a la pel·lícula de 1939 El màgic d'Oz, guanyadora del Premi Óscar a la millor cançó original. L'autor de la música va ser Harold Arlen i el de la lletra va ser Yip Harburg. Al costat de Cantant sota la pluja (Singing in the Rain), és una de les cançons més representatives del cinema nord-americà.
Especialment escrita per a Judy Garland, la cançó acompanyaria a l'actriu durant tota la seva vida: en totes les seves aparicions públiques se li demanava que la cantés i des de la seva sobtada mort sempre se li ha relacionat amb ella, amb el Setè Art, i la seva lletra i melodia han estat tota una font d'inspiració per a molts.
La cançó ha estat considerada en nombroses ocasions una de les més importants del segle xx, encara que es diu que en el seu moment gairebé va ser eliminada del film. En teoria, la cançó disminuïa el ritme de la pel·lícula, ja que la major part de la música és més enèrgica, en contrast amb aquesta suau melodia. A més, els productors al principi no volien que hi hagués cap cançó en la part en blanc i negre de la pel·lícula. HI ha referències instrumentals a la cançó al llarg del film, fins i tot en la seqüència inicial.
Part de la cançó es va eliminar de la pel·lícula. Hi havia un verset addicional, quan el personatge Dorothy estava tancada en una cambra del castell de la bruixa tot esperant la mort. Un enregistrament d'un assaig va sobreviure i va ser inclosa en la versió anglesa.
Garland va dir: «Over the Rainbow s'ha convertit en part de la meva vida. Simbolitza tan ben els desitjos i somnis de la gent que estic segura que aquest és el motiu pel qual la gent plora quan la sent. L'he cantat centenars de vegades i segueix sent la cançó que porto més a prop del cor.»

## Altres versions de la cançó
Centenars de cantants han gravat o cantat en viu les seves pròpies versions de Over the Rainbow, entre ells:
1. Anita Bryant
2. Aretha Franklin
3. Ariana Grande
4. Art Tatum
5. Barbra Streisand
6. Bruce Dickinson
7. Beyoncé
8. Céline Dion
9. Christina Aguilera Live and My Reflection DVD
10. Cliff Richard
11. Coque Malla
12. Dave Brubeck
13. David Bowie
14. Deep Purple
15. Doris Day
16. Edyta Górniak
17. Ella Fitzgerald
18. Elvis Presley
19. Enya (instrumental)
20. Erasure
21. Eric Clapton
22. Eva Cassidy
23. Frank Sinatra
24. Gene Vincent
25. Glee
26. Glenn Miller
27. Harry Nilsson
28. Il Divo
29. Israel Kamakawiwo'ole[5]
30. Jason Mraz
31. Jennifer Hudson
32. Jerry Lee Lewis
33. Jewel
34. Jeff Beck
35. Karen
36. Katharine McPhee
37. Katherine Jenkins
38. Kylie Minogue
39. Lady Gaga (versió en directe)
40. Lea Michele
41. Leona Lewis
42. Leon Russell
43. Louis Armstrong
44. Maceo Parker
45. Mägo de Oz (CD Belfast + versió instrumental)
46. Mandy Patinkin
47. Mariah Carey
48. Martina McBride
49. Matthew Morrison i Mark Salling
50. Michael Ball
51. Miles Davis
52. Nana Mouskouri
53. Nina Hagen
54. NOFX
55. Norah Jones
56. Olivia Newton-John
57. Paloma San Basilio (en castellà amb lletra de José Luis Perales i en anglès)
58. Pasión Vega en 2013 en el cd benèfic del baríton malagueny Carlos Álvarez (Carlos Álvarez i amics)
59. Pink (versió en viu en la Premis Oscar de 2014)
60. Pink Floyd (versió en viu; només de guitarra)
61. Phil Collins
62. Plácido Domingo
63. Queen
64. Ray Charles
65. Reel Big Fish
66. Kermit the Frog (The Muppet Show amb Alice Cooper)
67. Richard Clayderman
68. Rita Lee
69. Rufus Wainwright
70. Russian Red
71. Sarah Brightman
72. Sarah Vaughan
73. Shirley Bassey
74. Stan Getz
75. Susan Boyle
76. Modern Jazz Quartet (àlbum Fontessa)
77. The Piano Guys
78. The Platters
79. Tom Waits
80. Tony Bennett
81. Tori Amos
82. Troye Sivan
83. Vera Lynn
84. Virginia Maestro
85. Willie Nelson